# Hypsioma rimosa
Hypsioma rimosa là một loài bọ cánh cứng trong họ Cerambycidae.